# Femmage
Femmage is een Nederlandse theatergroep bestaande uit vier vrouwen: Eva van Rooijen, Marlous Luiten, Ariane Niemeijer en Caroline Dest. Hun genre houdt het midden tussen cabaret en a-capellazang, ook wel samengevoegd tot cabarella.

## Geschiedenis
Eva van Rooijen initieerde in 1996 de oprichting van de groep, die in eerste instantie in het schnabbelcircuit optrad onder de naam Dutchess. Later veranderde de naam in Femmage, waarna in 2003 de gang werd gemaakt naar het theater, met als aanzet deelname aan het Rotterdamse Cabaretfestival Cameretten. Hun derde programma Vuil werd geregisseerd door Karel de Rooij, de kleine helft van Mini & Maxi. De huidige voorstelling, Wegens Omstandigheden, werd geregisseerd door Wimie Wilhelm en Martin van Waardenberg.

## Programma’s
- Vals (2004-2006)
- Klem (2006-2008)
- Vuil (2008-2010)
- Wegens omstandigheden (2010-heden)